# Маккаллион, Хейзел
Хейзел Маккаллион (англ. Hazel McCallion, урожд. Журно, фр. Journeaux; 14 февраля 1921, Пор-Даниэль, Квебек — 29 января 2023, Миссиссога, Онтарио) — канадский бизнес-администратор и политик, мэр Стритсвилла с 1970 по 1973 и Миссиссоги с 1978 по 2014 год.
Переизбиралась мэром Миссиссоги 11 раз, в том числе дважды без соперников, а в остальных случаях побеждая с большим перевесом. При Маккаллион оппозиция в городском совете была минимальной, а сама она дважды успешно пережила судебные иски по обвинениям в конфликте интересов. На посту мэра наладила тесные контакты со строительными подрядчиками, результатом которых стало быстрое расширение города и рост его населения. За счёт налогов, взимаемых с подрядчиков, бюджет Миссиссоги при Маккаллион на протяжении десятилетий оставался профицитным без необходимости повышать налоги на жителей города.
Возглавляла Ассоциацию муниципалитетов Онтарио и Комитет мэров Большого Торонто, после завершения карьеры мэра продолжала активно участвовать в общественной жизни, занимала ряд почётных постов. Член ордена Канады (2005), лауреат ряда других государственных и общественных наград.

## Молодость и начало карьеры
Родилась в 1921 году в Пор-Даниэле (Квебек) в англоязычной семье Герберта Журно и Аманды Мод Журно (урождённой Траверс). Отец был владельцем фабрики по переработке рыбы и универсального магазина, мать — первая медсестра с формальным образованием в Порт-Даниэле. Хейзел была пятым, самым младшим ребёнком в семье и с десяти лет начала помогать отцу в его магазине. В 16 лет уехала в Монреаль, где окончила среднюю школу, а затем курсы секретарш; позже Маккаллион вспоминала, что высшее образование позволить себе не могла из-за его дороговизны. В 1940 году устроилась на работу в компанию по производству бумаги Louis Rolland, а затем перешла на должность управляющей делами инженерной фирмы Canadian Kellogg. С детства увлекаясь хоккеем, одновременно с офисной работой с 1940 года играла за женский профессиональный хоккейный клуб «Кик-Кола», получая по 5 долларов за матч.
Когда в 1943 году канадский офис Kellogg перебазировался в Торонто, Журно также перевелась в этот город. Её работу высоко оценивало руководство компании, которое даже воспротивилось её планам присоединиться к Женской канадской военно-морской службе по ходу войны. Она часто представляла канадский филиал на деловых встречах в головном офисе компании в Нью-Йорке и вела переговоры от его имени.
После переезда в Торонто Журно присоединилась к Ассоциации англиканской молодёжи, где вскоре стала одной из ведущих активистов. Через год после начала участия она уже входила в провинциальный совет организации, а в 1945 году стала уже его президентом и членом национального совета от Онтарио. В 1947 году, будучи уже вице-президентом национального совета, участвовала в качестве делегата от Канады во II Всемирной конференции христианской молодёжи в Осло. В 1949 году заняла пост президента национального отделения Ассоциации англиканской молодёжи и за 2,5 года в этой должности проявила себя как энергичный лидер, заинтересованный больше в налаживании административной работы и связей с местными отделениями, чем в религиозной стороне деятельности организации. Хотя Журно с осторожностью относилась к любым идеям реформ, она хорошо понимала потенциальную роль Ассоциации в борьбе с такими проблемами общества, как бедность, болезни и расовая дискриминация.

## Переезд в Стритсвилл и первые годы в местной политике
В 1945 году через Ассоциацию англиканской молодёжи Хейзел познакомилась с бизнесменом-издателем Сэмом Маккаллионом. Они поженились в 1951 году; в этом браке родились два сына и дочь. После свадьбы Хейзел вместе с мужем переехала в пригород Торонто Стритсвилл. Она продолжала работать в Kellogg до 1963 года, когда перешла в принадлежавшую мужу местную газету Streetsville Booster как редактор и бизнес-администратор. С этого времени она также начала принимать активное участие в жизни общины и к 1966 году занимала пост президента местной торговой палаты. В этом качестве Маккаллион в частности успешно провела в городе плебисцит за ослабление действовавшего более 50 лет запрета на продажу алкоголя.
С 1964 года входила также в совет по городскому планированию Стритсвилла, который возглавляла в 1966 и 1968 годах. Осенью 1965 года была выдвинута на пост заместителя рива (председателя местного совета) Стритсвилла, но проиграла ветерану местной политики Джорджу Паркеру более 200 голосов в результате достаточно грязной предвыборной кампании. Стала заместителем рива со второй попытки в 1968 году, а затем заняла и пост рива. В это время в рамках реформы административного деления Онтарио ряд соседних со Стритсвиллом общин был объединён в новый населённый пункт Миссиссога, а в самом Стритсвилле появился пост мэра. На выборах на эту должность в декабре 1969 года Маккаллион выступила с программой защиты независимого статуса города и его расширения за счёт присоединения соседних участков земли.
После избрания мэром Маккаллион позаботилась о том, чтобы не поднимать налоги на жителей города, в то же время вкладывая средства в его благоустройство (Стритсвилл, в частности, стал первым городом в Канаде, где тротуары были выложены плиткой). Средства в бюджет добывались за счёт высоких налогов, которыми мэрия обложила строительных подрядчиков. На посту мэра Стритсвилла Маккаллион продолжала бороться против его объединения с Миссиссогой. Эта борьба, однако, завершилась поражением, и в январе 1974 года Стритсвилл и ещё один населённый пункт Порт-Кредит были включены в состав Миссиссоги. После этого Маккаллион стала депутатом региональных советов Миссиссоги и муниципального района Пил, проведя на этих постах два срока. В это время входила в группу прогрессивных политиков, критиковавших старое руководство Миссиссоги за излишне тесные связи со строительными подрядчиками и на выборах 1973 года получивших большинство в совете новой городской агломерации.

## Мэр Миссиссоги
Пользовавшийся поддержкой Маккаллион молодой врач Мартин Добкин оставался на посту мэра Миссиссоги до 1976 года, когда объединившиеся политики старой закалки провели в мэры Рона Сирла. В 1978 году уже сама Маккаллион выдвинулась кандидатом на пост мэра Миссиссоги. Она провела грамотную кампанию, на предвыборный слоган Сирла «Хороший мэр» (англ. A Good Mayor) ответив собственным слоганом «Ещё лучший мэр» (англ. A Better Mayor). Предвыборная программа Маккаллион предусматривала создание новых рабочих мест, расширение существующих коммерческих предприятий и превращение Миссиссоги из спального пригорода Торонто в место, обеспечивающее своих жителей работой и досугом.
После победы на выборах Маккаллион на первых порах взяла курс на максимальную экономию средств, назначив двух членов городского совета ответственными за изыскание способов сократить бюджет, отказавшись от увеличения ассигнований на библиотеки и проголосовав против увеличения зарплат для городских чиновников (это голосование она, впрочем, проиграла и, по всей видимости, даже не пыталась убедить других депутатов городского совета поступить так же). Исходя из позиции, что городское развитие должно окупаться, Маккаллион ввела систему налогов на строительных подрядчиков. Эта система оправдала себя: результатом стали не только значительное расширение и развитие Миссиссоги, но и профицит городского бюджета, достигаемый несмотря на низкий уровень налогов с жителей. Если до 1990 года здоровая экономическая обстановка позволяла значительно повышать муниципальные налоги, то в условиях застоя с 1992 по 2002 год мэрия Миссиссоги их не увеличивала вообще, вместо этого повышая плату за проезд в общественном транспорте и спортивные программы и урезав ряд коммунальных услуг. В то же время тесные связи со строительными компаниями принесли мэру насмешливое прозвище «Королева расширения» (англ. Queen of Sprawl). Только в последние годы на посту мэра Маккаллион наметила переход в городском планировании от экстенсивного расширения к «умному росту», акцентирующему развитие пешеходных зон и эффективной системы общественного транспорта. Она также активно боролась за городские интересы с федеральными и провинциальными властями, в том числе в период постройки на территории Миссиссоги Международного аэропорта им. Пирсона.
Через короткое время после первого избрания Маккаллион на пост мэра Миссиссога стала местом крупной техногенной катастрофы: 10 ноября 1979 года вблизи восточной границы города потерпел крушение грузовой состав Canadian Pacific. С рельсов сошли 24 вагона, многие из которых были нагружены взрывоопасными материалами, что привело к сильному взрыву. Кроме того, из одной из цистерн началась крупномасштабная утечка хлора. Маккаллион приняла решение об эвакуации 250 тысяч жителей Миссиссоги до ликвидации опасности для жизни и здоровья. Жителям было разрешено вернуться в город только спустя 6 дней. Эта операция прошла успешно, никто из жителей в её ходе не погиб, и впоследствии Маккаллион называла эти события «Чудом в Миссиссоге», а сама она после этого получила прозвище Ураган Хейзел (англ. Hurricane Hazel).
Маккаллион оставалась популярной в Миссиссоге на протяжении более трёх десятилетий, за это время выиграв муниципальные выборы ещё 11 раз, в том числе дважды (в 1980 и 1988 годах) — без оппозиции. С начала 1990-х годов она отказалась от ведения предвыборных кампаний, несмотря на это набирая на выборах 90 и более процентов голосов. На выборах, где у действующего мэра были соперники, явка избирателей ввиду отсутствия больших групп с протестными настроениями оставалась низкой и составляла от 21 до 34 процентов. Один из соперников Маккаллион на выборах мэра в 1985 году заявил, что чувствует себя так, как будто «бросил вызов чьей-то любимой бабушке». За время, проведённое Маккаллион на посту мэра, население Миссиссоги выросло с 280 тысяч человек до 750 тысяч, она стала шестым по населению городом Канады и местом расположения десятков штаб-квартир различных корпораций. Городской бюджет оставался профицитным на протяжении 33 лет, вплоть до 2012 года, когда городские власти взяли заём на сумму 450 миллионов долларов для обновления стареющей инфраструктуры.

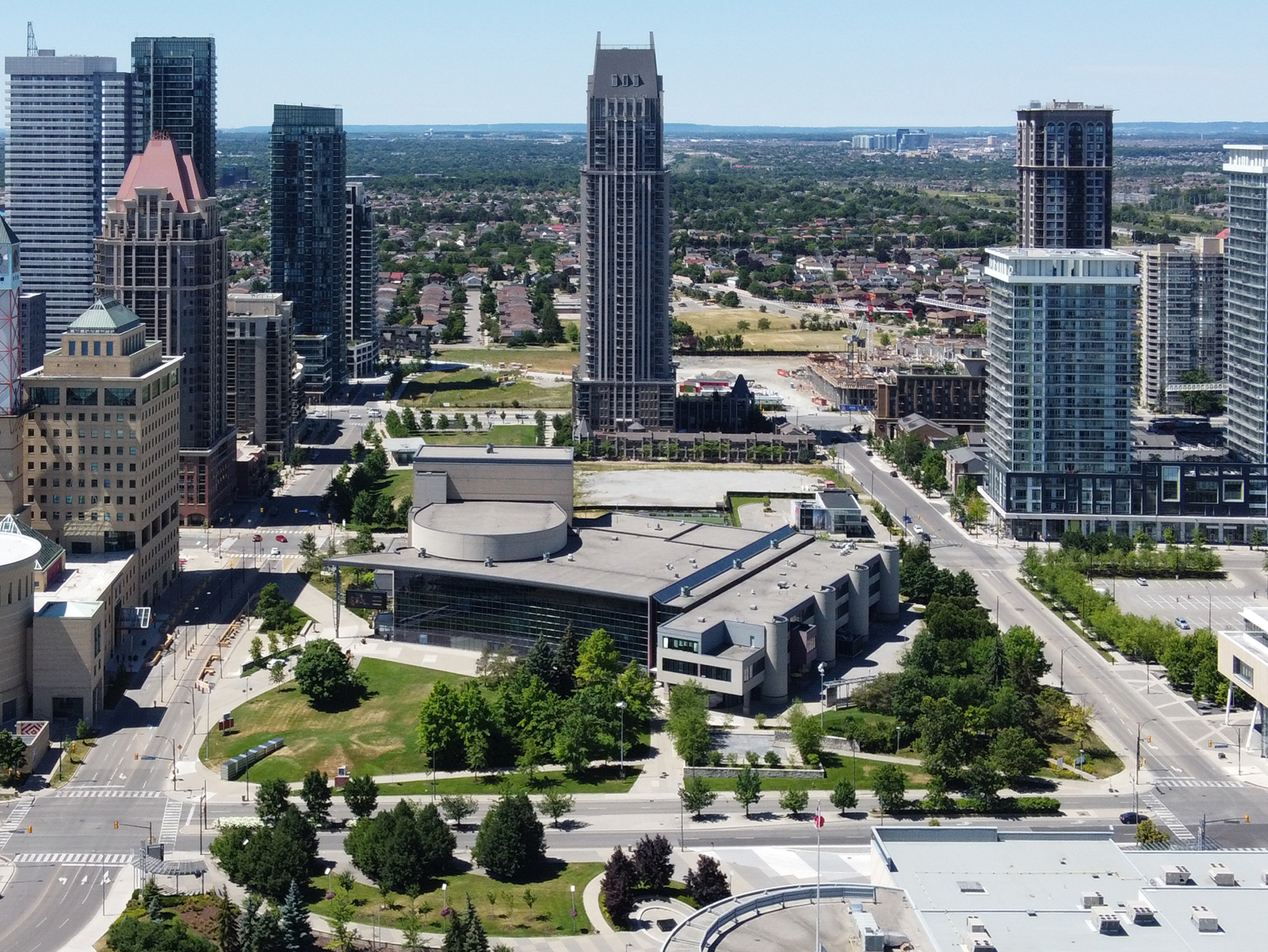
Living Arts Centre, Миссиссога

Благодаря Маккаллион, с юности сохранившей любовь к хоккею, в городе в 1998 году появился клуб Хоккейной лиги Онтарио, а спустя два года Миссиссога приняла женский чемпионат мира по хоккею. Хотя мэр неоднократно подчёркивала отсутствие личного интереса к искусству, при ней в городе был построен роскошный центр искусств. В то же время из-за нежелания городских властей вкладывать средства в сохранение объектов культурного наследия в Миссиссоге при Маккаллион было снесено несколько исторических зданий. Несмотря на то, что к 1990-м годам почти треть населения города составляли видимые меньшинства, городской совет во главе с Маккаллион отверг планы присвоить одной из центральных улиц имя Ганди и построить мечеть в районе с высокой концентрацией мусульман.
Маккаллион играла заметную роль в развитии связей между органами местной власти в Онтарио. В 1978—1979 годах она была президентом Ассоциации муниципалитетов Онтарио, в 1992 году стояла у истоков создания Комитета мэров Большого Торонто и с 1992 по 2000 год возглавляла эту организацию. В 2002 году министр по муниципальным делам Онтарио Крис Ходжсон назначил Маккаллион председателем Совета по умному развитию Центрального Онтарио, в который входили 22 деятеля местной власти и бизнеса. На протяжении карьеры Маккаллион выступала в поддержку Либеральной партии на федеральном и провинциальном уровне, и в 1982 году ей даже предлагали баллотироваться на пост лидера Либеральной партии Онтарио.

### Критика и судебные иски

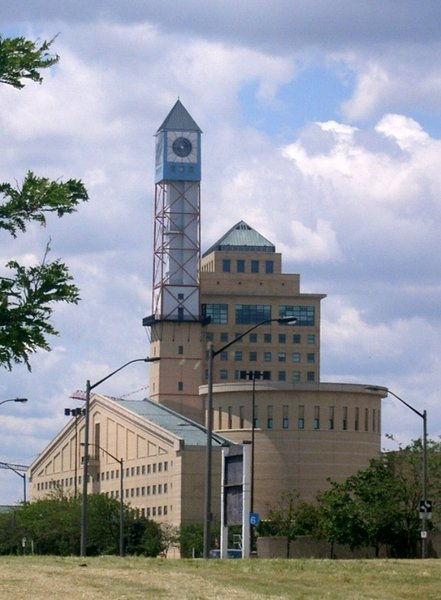
Постмодернистское здание мэрии Миссиссоги, построенное при Маккаллион, критиковали за неприветливый вид и глухие стены

Несмотря на общую популярность, деятельность Маккаллион на посту мэра периодически вызывала нарекания. Критики в частности обвиняли её в подавлении традиций свободной дискуссии в городском совете и сравнивали с американским радикальным популистом Хьюи Лонгом. Ей также ставили в вину сопротивление новым культурным программам, результатом которого стал однообразно унылый вид пригородов и коммерческих районов Миссиссоги.
В 1981 году против мэра был подан судебный иск, связанный с конфликтом интересов, когда выяснилось, что она принимала участие в решении о развитии земельных участков, часть из которых принадлежала ей самой. Этот иск мог стоить Маккаллион поста мэра, но суд посчитал, что её действия были результатом честной ошибки. Перед следующими муниципальными выборами бывший мэр Миссиссоги Рон Сирл выдвинул свою кандидатуру в качестве альтернативы Маккаллион, и эти выборы стали самыми упорными за историю её нахождения на посту, но даже на них она набрала 71 % голосов избирателей.
В 2007 году Маккаллион снова приняла участие в принятии решений в конфликте интересов, на этот раз связанном с компанией, принадлежавшей её сыну Питеру, боровшейся за контракт на строительство нового конференц-центра. Позже Маккаллион официально признала на заседании городского совета, что действовала в конфликте интересов, а в 2011 году отчёт главного судьи оценил её действия как непрозрачные и не соответствующие принципам общего права. В 2013 году это стало основанием для нового судебного иска, но суд и на этот раз оказался на стороне Маккаллион. Тем не менее она приняла решение отказаться от участия в выборах мэра в 2014 году, вместо этого поддержав кандидатуру Бонни Кромби, которая и выиграла эти выборы.

## Последние годы жизни
В 2014 году вышла книга мемуаров Хейзел Маккаллион, озаглавленная «Ураган Хейзел: Жизнь с целью» (англ. Hurricane Hazel: A Life With Purpose). Несмотря на преклонный возраст, по завершении политической карьеры Маккаллион продолжала участие в общественной жизни. Она часто выступала в защиту прав пенсионеров и против дискриминации пожилых людей. С 2015 года Маккаллион занимала должность советника директора отделения Торонтского университета в Миссиссоге. В 2016 году она была назначена на 3-летний срок канцлером Шеридан-колледжа, став первым человеком на этом посту в рамках планируемого преобразования колледжа в университет. В 2017 году вошла в состав совета директоров Управления аэропортов Большого Торонто и в 2022 году, уже в возрасте 101 года, полномочия Маккаллион на этом посту были продлены ещё на три года.
В ходе провинциальных выборов 2018 года Маккаллион поддержала кандидатуру консерватора Дага Форда, и после избрания, в начале 2019 года, тот объявил о её назначении специальным советником министра по муниципальным делам. Однако менее чем через месяц она отказалась от этой должности, сославшись на занятость.
Муж Хейзел Маккаллион, Сэм, у которого в начале 1990-х годов была диагностирована болезнь Альцгеймера, умер в 1997 году. Сама она дожила до столетнего возраста. В конце 2022 года у неё был диагностирован рак поджелудочной железы. Она скончалась в возрасте 101 года 29 января 2023 года у себя дома в Миссиссоге. После двухдневного публичного прощания 14 февраля была проведена церемония государственных похорон в местном спортивном комплексе «Парамаунт Файн Фудс Сентер».

## Признание заслуг
Деятельность Хейзел Маккаллион была отмечена рядом государственных наград Канады и других стран. В 2005 году она стала членом ордена Канады, а в 2021 году — членом ордена Онтарио. Кроме того, в 2005 году она была произведена в дамы Суверенного ордена Святого Иоанна (Мальта). Другие государственные награды включают рыцарский крест ордена «За заслуги перед Федеративной Республикой Германия» (за заслуги в привлечении немецких компаний в Канаду) и орден Восходящего солнца IV степени (Япония) за вклад в поддержку японского бизнеса в Миссиссоге и развитие канадско-японских отношений.
В 2005 году на выборах лучшего мэра мира она заняла второе место, пропустив вперёд только мэра Афин Дору Бакоянни. В 2006 году журнал «Ридерз дайджест» включил её в список трёх лучших мэров Канады. Деятельность Маккаллион на посту мэра отмечена также премиями от организаций «Ротари Интернешнл» (1985 и 1992) и Международного совета по экономическому развитию (2003). Решением правительства Онтарио 14 февраля 2016 года было объявлено Днём Хейзел Маккаллион.
Имя Хейзел Маккаллион было присвоено чемпионскому кубку проходившего в Онтарио в 1987 году Всемирного женского пригласительного хоккейного турнира. В 2001 году её имя было включено в списки Зала спортивной славы Миссиссоги. В 2010 году ей была присвоена почётная степень доктора права Торонтского университета, а в 2019 году она стала почётным доктором Университета Райерсона.